# Erwin Planck

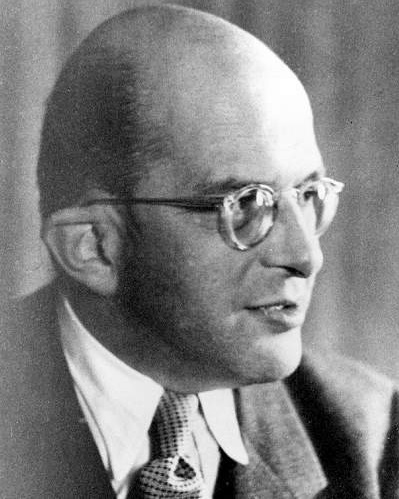
Erwin Planck (um 1932)

Erwin Planck (* 12. März 1893 in Charlottenburg; † 23. Januar 1945 in Berlin-Plötzensee) war ein deutscher politischer Beamter und Widerstandskämpfer gegen den Nationalsozialismus.

## Leben
Erwin Planck wurde als viertes Kind des Physikers Max Planck und seiner ersten Frau Marie geborene Merck geboren. Nach dem Abitur am Joachimsthalschen Gymnasium in Berlin 1911 trat Planck in die preußische Armee ein und wurde Offizier. Im Ersten Weltkrieg geriet er 1914 in französische Kriegsgefangenschaft. Nach seiner Rückkehr war er im Generalstab tätig, wo er erstmals Kurt von Schleicher begegnete. Daraus entwickelte sich eine lebenslange Freundschaft.
Von Schleicher, der Leiter der politischen Abteilung war, holte ihn 1920 ins Reichswehrministerium und schickte ihn als Verbindungsmann in die Reichskanzlei. 1923 heiratete Planck die spätere Ärztin Nelly Schoeller (1903–1975), jüngste Tochter des bekannten Berliner Bankiers und Geheimen Seehandlungsrats Alexander Schoeller. 1926 wechselte Planck nach seinem Ausscheiden aus der Reichswehr als Regierungsrat ganz in die Reichskanzlei.
1932 wurde er Staatssekretär unter den Reichskanzlern Franz von Papen und von Schleicher.
Nach der Machtübernahme der Nationalsozialisten 1933 wurde Planck aus dem Staatsdienst entlassen und ging für ein Jahr nach Ostasien. Kurz nach seiner Rückkehr wurde von Schleicher von der SS beim sogenannten Röhm-Putsch erschossen. Vergeblich bemühte Planck sich danach um die Aufklärung des Mordes an seinem Freund.
1936 wechselte Planck in die Wirtschaft und wurde leitender Angestellter des Otto-Wolff-Konzerns in Köln. 1939 übernahm er die Leitung der Filiale in Berlin. 1941 hatte er ein Mandat im Aufsichtsrat der Deutschen Effecten- und Wechselbank, Frankfurt-Berlin.
Im August 1939 wandte sich eine Gruppe mit dem preußischen Finanzminister Johannes Popitz, Planck und dem Reichsbankpräsidenten Hjalmar Schacht an General der Infanterie Georg Thomas, den Chef des Wehrwirtschafts- und Rüstungsamtes im Oberkommando der Wehrmacht (OKW), um den bevorstehenden Krieg zu verhindern. Daraufhin verfasste dieser eine Denkschrift, die er seinem Vorgesetzten, dem Chef des OKW Wilhelm Keitel, vorlegte. In der Denkschrift war dargelegt, dass der Krieg gegen Polen einen Weltkrieg auslösen würde, den Deutschland auf Grund massiver Nachschubprobleme nicht gewinnen könnte. Keitel wiegelte ab, dass Hitler keinen solchen Krieg plane.
1940 entwarfen Planck, Popitz, Ulrich von Hassell und Ludwig Beck ein „Vorläufiges Staatsgrundgesetz“ in der Annahme, dass der bevorstehende Angriff der Westmächte Hitler rasch stürzen würde. Auch in der Folge blieb Planck im Widerstand gegen das Regime aktiv und beteiligte sich in der Gruppe um Goerdeler auch am Attentat auf Hitler. Er wurde am 23. Juli 1944 verhaftet, in das Berliner Hauptquartier der Gestapo gebracht und vom „Volksgerichtshof“ am 23. Oktober 1944 zum Tode verurteilt. Am 23. Januar 1945 wurde er im Strafgefängnis Berlin-Plötzensee erhängt. Sein Vater hatte Hitler vergebens gebeten, als Dank des deutschen Volkes für seine Lebensarbeit seinen Sohn zu begnadigen und die Todesstrafe in eine Freiheitsstrafe umzuwandeln. Nach der Hinrichtung seines Sohnes schrieb er an Arnold Sommerfeld: „Mein Schmerz ist nicht mit Worten auszudrücken. Ich ringe nur um die Kraft, mein zukünftiges Leben durch gewissenhafte Arbeit sinnvoll zu gestalten.“
Nelly Planck starb 1975 und wurde auf dem Kölner Melaten-Friedhof beigesetzt. Der Grabstein trägt eine Gedenkinschrift an Erwin Planck.

## Ehrungen

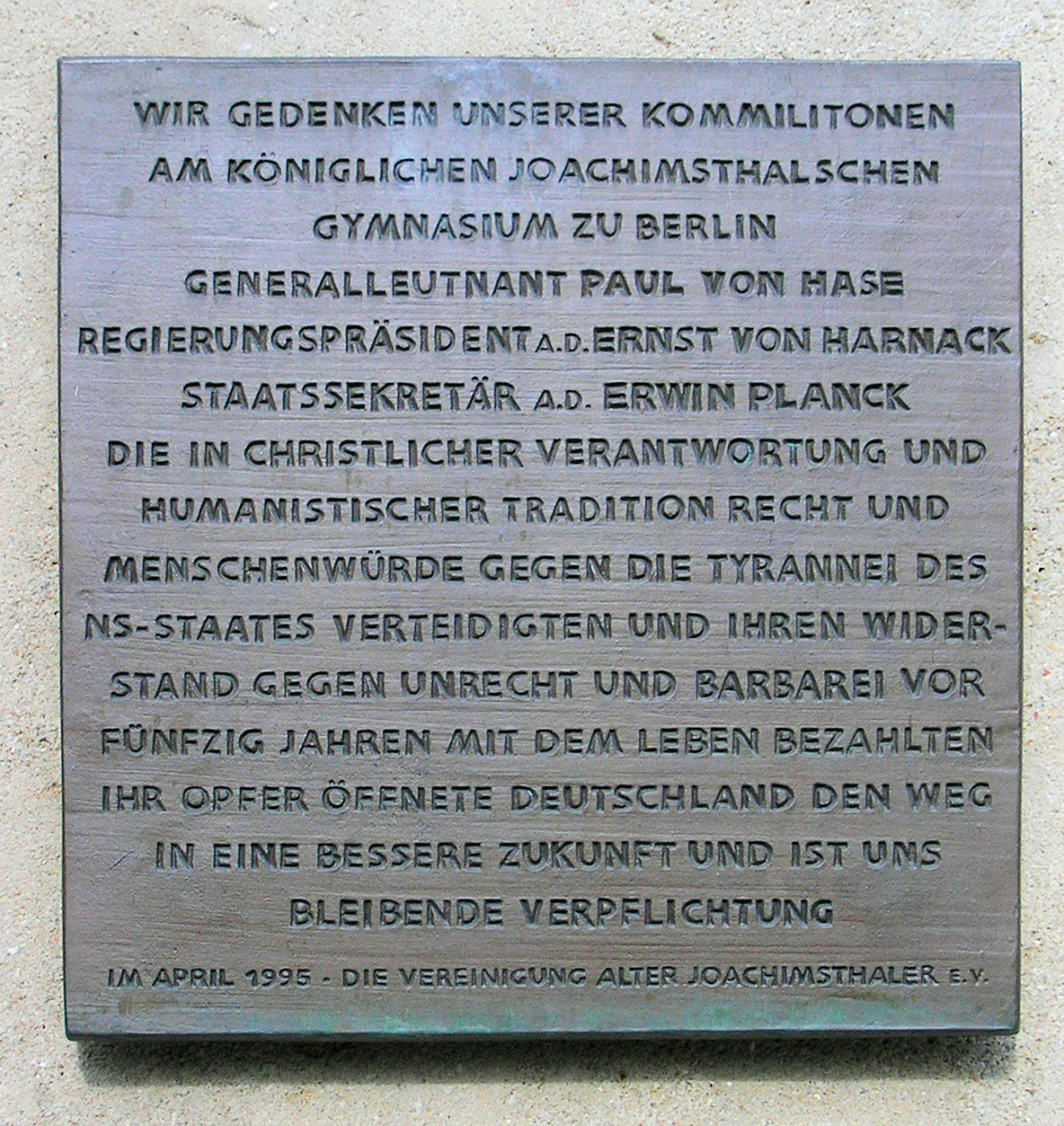
Gedenktafel für Paul von Hase, Ernst von Harnack und Erwin Planck am Joachimsthalschen Gymnasium

- Eine Gedenktafel für Erwin Planck befindet sich an seiner alten Schule, dem Joachimsthalschen Gymnasium in Berlin-Wilmersdorf, Bundesallee 1–12. (Gedenktafel beim Luisenstädtischen Bildungsverein)
- In München ist der Erwin-Planck-Weg nach ihm benannt.
- In Koblenz ist die Erwin-Planck-Straße nach ihm benannt.